# TSE
TSE står for Transmissible Spongiforme Encephalopatier (overførbare svampeagtige hjernesygdomme), jvf. Creutzfeldt-Jakobs sygdom, CJD. En anden betegnelse for TSE er prionsygdomme, idet abnorme prioner er årsag til disse sygdomme. TSE-relaterede sygdomme har været kendt siden 1700-tallet, hvor den gik under navnet scrapie og var begrænset til får. 
Der er forskellige typer af TSE, men fælles er, at der er tale om en progressiv, fatal (dødelig) sygdom i centralnervesystemet med påvirkning af kognition (intellekt og personlighed), følesans, koordination og balance m.m. Prioner er også årsag til sygdomme hos klovbærende dyr, herunder Bovin Spongiform Encefalopati (BSE) hos kvæg – kaldet ”kogalskab” og "skrantesyge", CWD, chronic wasting disease hos hjorte. BSE hos mennesker kaldes for variant-CJD (vCJD). 

## Prioner
Prion-proteiner er betegnelsen for nogle særlige proteinstrukturer, der er bundet til membranerne i mange celler – mest nerveceller. Funktionen af disse naturligt forekommende prion-proteiner kendes ikke. Hvis prion-proteinet af forskellige grunde ændrer rumlig struktur og dermed foldes anderledes, fås en abnorm form af prionet, der under visse omstændigheder kan forvolde sygdom. Sådanne abnorme prioner er årsag til dødeligt forløbende sygdomme i centralnervesystemet hos mennesker – blandt andet Creutzfelt-Jacob sygdom (CJD).

## Diagnose
Selve sygdommen minder ikke meget om det billede man normalt har af infektioner mv., idet infektøren ingen nukleinsyre indeholder. Dette betyder kort sagt, at smitteobjektet ikke kan karakteriseres som værende levende (som fx bakterier og fx svampe) eller bare i nærheden deraf (som fx virus). TSE-agenset består af såkaldte prioner, som er en særlig slags stabile proteiner. Når disse kommer ind i organismen vil man umiddelbart kunne observere at de forekommer i en stadig stigende mængde omkring rygraden. Udtrykket spongiform encephalopati henviser til hjernens udseende hos det smittede individ. Ved obduktion konstateres det, at en smittet hjerne er svampeagtig og fyldt med huller.
Et af problemerne med TSE-sygdommene er nemlig at prionerne ikke umiddelbart kan spores ved vævs-analyse inden sygdommen aktiveres. Da der ikke er tale om fremmedlegemer i egentlig forstand danner kroppen ingen antistoffer, hvorfor normale serum-analyser er ubrugelige. Derfor kan man ikke kontrolanalysere tilsyneladende raske kvægbestande for at komme smitteudbrud i forkøbet. Når først nedbrydningen af hjernevævet er startet, kan ”hullerne” i vævet opdages ved hjælp CT- og MR-scanning mens den stærk nedsatte elektriske aktivitet i hjernen kan måles ved EEG-scanning. Disse metoder er dog ikke helt sikre, hvorfor den eneste 100% pålidelige måde at teste et individ for TSE-agens, er at foretage postmortel hjerneobduktion.

## Hyppighed
Siden 1985 er der beskrevet mere end 1 million tilfælde af BSE i England. Kvæget menes smittet via foderet. Det første tilfælde af vCJD blev beskrevet i 1994 i England, hvor der til dato er beskrevet mere end 150 tilfælde. Yderligere 9 tilfælde er beskrevet i Frankrig, samt nogle sporadiske tilfælde andre steder i verden – vCJD er ikke set i Danmark. ”Almindelig” CJD skønnes at forekomme hos ca. 1 pr. 1 million indbyggere i Danmark

## Årsag
Den hyppigste årsag til udvikling af TSE-agens er spontane mutationer i den enkeltes genom. Denne proces tegner sig for 85% af de "naturlige" tilfælde af forskellige TSE-varianter hos både dyr og mennesker. Undersøgelser har vist at smitten tillige i nogen grad kan overføres vertikalt, altså fra mor til barn, hvilket ofte er set med især BSE.
Blandt hjorte kan TSE (dvs. chronic wasting disease – CWD) tilsyneladende overføres i både spyt og blod.
Prion-sygdomme kan nedarves, erhverves via føden eller ved inokulation (smitte), og opstå spontant (dvs. at uden sikker viden om den er nedarvet, opstået ved spontan mutation eller erhvervet). Smittemåden ved CJD og vCJD er iatrogen. Prion-proteinerne overføres fra syge patienter til smittemodtagere, hovedsageligt i forbindelse med instrumentelle indgreb i centralnervesystemet, rygmarv og øjne. Eksempler på iatrogen CJD er: transplantation af cornea eller dura (hjernehinde) fra døde patienter med CJD, overførsel via kontaminerede kirurgiske instrumenter, og stikuheld blandt personale. Direkte kontaktsmitte fra person til person med CJD eller vCJD er ikke beskrevet. I dyreforsøg er det påvist, at BSE kan overføres med fuldblod, og der er til dato beskrevet 2 tilfælde i verden med overførsel af prionsygdom i forbindelse med blodtransfusion.

## Destruktion
Da prioner ikke er levende organismer, er det ikke muligt at destruere dem på samme måde som mikroorganismer. Hver for sig kan hverken autoklavering eller desinfektion eliminere prion-proteinerne. Kombination af NaOH og autoklavering har en høj inaktiveringseffekt, men er næppe en metode, der kan introduceres i sterilcentralerne uden at omlægge rengørings- og desinfektionsprocesser og omprogrammering af autoklaver.